# Christof Bartsch
Christof Bartsch (* 5. August 1962 in Olsberg) ist ein deutscher Verwaltungs- und Sozialwissenschaftler sowie Kommunalpolitiker (SPD). Seit 2014 ist er Bürgermeister der Stadt Brilon im Hochsauerlandkreis.

## Leben
Nach dem Abitur 1981 am Gymnasium Petrinum in Brilon folgte eine Ausbildung in der Finanzverwaltung mit dem 1985 abgelegten Abschluss als Diplom-Finanzwirt. Von 1985 bis 1999 arbeitete Bartsch im Finanzamt Brilon. Berufsbegleitend studierte er zunächst drei Jahre Theologie, anschließend von 1989 bis 1995 Wirtschaftswissenschaften mit dem Abschluss Diplom-Kaufmann an der FernUniversität Hagen. 
Ab 1999 war Bartsch Dozent für Steuerrecht und Wirtschaftswissenschaften an der Fachhochschule für Finanzen Nordrhein-Westfalen in Nordkirchen. Von 2007 bis 2009 absolvierte er berufsbegleitend ein Promotionsstudium an der Staatswissenschaftlichen Fakultät der Universität Erfurt. Dieses schloss er 2009 mit der Arbeit Verursachungsgerechte Finanzierung des Straßenverkehrs und der damit verbundenen Promotion zum Dr. rer. pol. ab.
Im September 2010 erfolgte die Ernennung zum Professor für Steuerrecht der Fachhochschule für Finanzen Nordrhein-Westfalen. Er ist Lehrbereichsleiter für die Fächer Arbeits- und Selbstorganisation sowie Verwaltungsmanagement und Sozialwissenschaftliche Grundlagen des Verwaltungshandelns.
Bartsch ist Mitglied der SPD. Er ist seit Mai 2014 Bürgermeister von Brilon.